# Manga pubblicati su Jump Square
Segue un elenco delle opere serializzate su Jump SQ dalla prima uscita nel 2007 fino alla più recente. Le serie riportate con lo sfondo colorato sono le serie in corso.

## Anni 2000
| Titolo                                                                                          | Prima uscita | Ultima uscita | Mangaka                                                           |
| ----------------------------------------------------------------------------------------------- | ------------ | ------------- | ----------------------------------------------------------------- |
| Akiba Zaijū (アキバザイジュウ?)                                                                 | #12, 2007    | #8, 2008      | Daisuke Kadokuni                                                  |
| Claymore (クレイモア?)                                                                          | #12, 2007    | #11, 2014     | Norihiro Yagi                                                     |
| Dragonaut -The Resonance- (ドラゴノーツ -ザ·レゾナンス-?)                                       | #12, 2007    | #5, 2008      | NAS, Satoshi Kinoshita                                            |
| Embalming - L'altra storia di Frankenstein (エンバーミング -THE ANOTHER TALE OF FRANKENSTEIN-?) | #12, 2007    | #05, 2015     | Nobuhiro Watsuki                                                  |
| Kiyoku Tadashiku Utsukushiku (清く正しく美しく?)                                                | #12, 2007    | #3, 2008      | Ufotable, TāTan Check                                             |
| Kure-nai (紅 kure-nai?)                                                                         | #12, 2007    | #7, 2012      | Kentarō Katayama, Yamato Yamamoto, Hideaki Koyasu, Daisuke Furuya |
| Letter Bee (テガミバチ?)                                                                        | #12, 2007    | #12, 2015     | Hiroyuki Asada                                                    |
| Luck Stealer (ラック スティーラー?)                                                             | #12, 2007    | #2, 2012      | Hajime Kazu                                                       |
| Mahō no Ryōri Chaos Kitchen (魔法の料理 かおすキッチン?)                                        | #12, 2007    | #6, 2009      | Shōta Hattori                                                     |
| Masuda Kōsuke Gekijō Gag Manga Biyori (増田こうすけ劇場 ギャグマンガ日和?)                      | #12, 2007    | #11, 2014     | Kōsuke Masuda                                                     |
| Matsuri Special (まつりスペシャル?)                                                             | #12, 2007    | #10, 2009     | Yōko Kamio                                                        |
| Parman no Jōnetsuteki na Hibi (PARマンの情熱的な日々?)                                          | #12, 2007    | In corso      | Fujiko Fujio                                                      |
| Pat-Ken (パト犬?)                                                                               | #12, 2007    | #11, 2008     | Masanori, Ōkamigumi, Katakura                                     |
| Rosario to Vampire Season II (ロザリオとバンパイア seasonII?)                                   | #12, 2007    | #03, 2014     | Akihisa Ikeda                                                     |
| Sekai no Chūshin de Taiyō ni Hoeru (世界の中心で太陽にほえる?)                                  | #12, 2007    | #8, 2008      | Ponse Maeda                                                       |
| Tales of Innocence (テイルズオブイノセンス?)                                                    | #12, 2007    | #6, 2008      | Namco Bandai Games, Hiroyuki Kaidō                                |
| Tista (ティスタ?)                                                                               | #12, 2007    | #8, 2008      | Tatsuya Endō                                                      |
| Tsumikabatsu (罪花罰?)                                                                          | #12, 2007    | #10, 2010     | Honemaru Mikami                                                   |
| Shiki (屍鬼?)                                                                                   | #1, 2008     | #7, 2011      | Fuyumi Ono, Ryu Fujisaki                                          |
| Hōkago Wind Orchestra (放課後ウインド·オーケストラ?)                                            | #4, 2008     | #6, 2009      | Yūichirō Usa                                                      |
| Binbōgami ga! (貧乏神が!?)                                                                      | #7, 2008     | #8, 2013      | Yoshiaki Sukeno                                                   |
| Kuzumoto-san Chi no yon Kyōdai (葛本さんちの四兄弟?)                                            | #8, 2008     | #7, 2009      | Satoshi Kinoshita                                                 |
| Yoku Wakaru Gendai Mahō (よくわかる現代魔法?)                                                   | #9, 2008     | #10, 2009     | Hiroshi Sakurazaka, Miki Miyashita                                |
| Genkaku Picasso (幻覚ピカソ?)                                                                   | #10, 2008    | #5, 2010      | Usamaru Furuya                                                    |
| Airebo -Ice Revolution- (アイレボ-Ice Revolution-?)                                             | #12, 2008    | #8, 2009      | Aya Tsutsumi, Yōhei Takemura                                      |
| Il principe del tennis (放課後の王子様?)                                                        | #12, 2008    | In corso      | Takeshi Konomi, Kenichi Sakura                                    |
| Kekkai Sensen -Mafuugaikessha- (血界戦線-魔封街結社-?)                                          | #2, 2009     | #4, 2009      | Yasuhiro Nightow                                                  |
| Ultimo (機巧童子ULTIMO?)                                                                        | #3, 2009     | #2, 2012      | Stan Lee, Hiroyuki Takei                                          |
| Il nuovo principe del tennis (新テニスの王子様?)                                                | #4, 2009     | In corso      | Takeshi Konomi                                                    |
| Blue Exorcist (青の祓魔師?)                                                                     | #5, 2009     | In corso      | Kazue Katō                                                        |
| Goshimei Desu! (ご指名です!?)                                                                   | #9, 2009     | #11, 2009     | Mayu Shinjō                                                       |
| Dust to Dust (ダスト トゥ ダスト?)                                                              | #10, 2009    | #12, 2009     | Tokihiko Ishiki                                                   |
| Dr. Rurru (Dr.るっる?)                                                                          | #11, 2009    | #10, 2010     | Risou Maeda                                                       |
| D.Gray-man (ディー・グレイマン?)                                                                | #12, 2009    | #02, 2013     | Katsura Hoshino                                                   |
| Shonbori Onsen (しょんぼり温泉?)                                                                | #12, 2009    | #2, 2012      | Tobira Oda                                                        |

## Anni 2010
| Titolo | Prima uscita | Ultima uscita     | Mangaka                                                                     |
| --- | ------------ | ----------------- | --------------------------------------------------------------------------- |
| Kakko Kawaii Sengen! (カッコカワイイ宣言!?)                                                                    | #2, 2010     | #4, 2014          | Jigoku no Misawa                                                            |
| Mayoi Neko Overrun! (迷い猫オーバーラン!?)                                                                     | #2, 2010     | #9, 2010          | Tomohiro Matsu, Kentarō Yabuki, Peco                                        |
| Sengoku Basara 3 -Roar of Dragon- (戦国BASARA3 -ROAR OF DRAGON-?)                                              | #3, 2010     | #12, 2010         | Asagi Ooga, Capcom                                                          |
| Gekka Bijin (月華美刃?)                                                                                        | #6, 2010     | #2, 2012          | Tatsuya Endō                                                                |
| Donten・Prism・Solar Car (曇天・プリズム・ソーラーカー?)                                                       | #10, 2010    | #7, 2011          | Yasuo Ootagaki, Yūsuke Murata                                               |
| To Love-Ru Darkness (To LOVEる -とらぶる- ダークネス?)                                                         | #11, 2010    | #4, 2017          | Kentarō Yabuki, Saki Hasemi                                                 |
| Examurai (エグザムライ?)                                                                                       | #12, 2010    | #8, 2011          | Hiro, Makoto Matsuda, Yōichi Amano                                          |
| Mitokon (ミトコン?)                                                                                            | #2, 2011     | #10, 2011         | Man☆Gatarō                                                                  |
| Gate 7 (ゲート セブン?)                                                                                        | #3, 2011     | In corso          | CLAMP                                                                       |
| Boku to Majo no Jikan (ボクと魔女の時間?)                                                                      | #5-6, 2011   | #5, 2013          | Shin Arakawa                                                                |
| Hanimero。 (はにめろ。?)                                                                                       | #7, 2011     | #6, 2012          | Shiori Furukawa                                                             |
| Hasebe-san no iru Yakyūbu (長谷部さんのいる野球部?)                                                            | #8, 2011     | #6, 2012          | Shōgo Ueno                                                                  |
| Papa no Iukoto o Kikinasai! (パパのいうことを聞きなさい!?)                                                     | #9, 2011     | #4, 2012          | Tomohiro Matsu, Yōhei Takemura, Yuka Nakajima                               |
| Boku no Manga (ボクのマンガ?)                                                                                  | #1, 2012     | #8, 2015          | Ryōsuke Kataoka                                                             |
| 1/11 Jūichi Bun no Ichi (1/11 じゅういちぶんのいち?)                                                           | #2, 2012     | #07, 2014         | Takatoshi Nakamura                                                          |
| Gokigen Steady (ごきげんステディ?)                                                                             | #3, 2012     | #11, 2012         | Shōsuke Yoshinogawa                                                         |
| Teiichi no Kuni (帝一の國?)                                                                                    | #3, 2012     | #5, 2016          | Usamaru Furuya                                                              |
| Adashi Mono (あだしもの?)                                                                                      | #4, 2012     | #1, 2013          | Kumiko Yamamoto                                                             |
| Chiisana Hiroba (ちいさな広場?)                                                                                | #4, 2012     | #7, 2012          | Haruki Sakurai                                                              |
| Ano Hana (あの日見た花の名前を僕達はまだ知らない。?, Ano Hi Mita Hana no Namae o Bokutachi wa Mada Shiranai。) | #5, 2012     | #5, 2013          | Chōheiwa Busters, Mitsu Izumi                                               |
| Rurōni Kenshin -Kinema-ban- (るろうに剣心 -キネマ版-?)                                                         | #6, 2012     | #7, 2013          | Nobuhiro Watsuki                                                            |
| Senyū。 (戦勇。?)                                                                                              | #6, 2012     | #5, 2013          | Robinson Haruhara                                                           |
| Kono Oto Tomare! (この音とまれ!?)                                                                              | #9, 2012     | In corso          | Amyū                                                                        |
| Talento Funsōki Koppy (タレント暴走記koppy?)                                                                   | #09, 2012    | #12, 2014         | Koppy                                                                       |
| Tanken Driland (探検ドリランド?)                                                                               | #09, 2012    | #04, 2013         | Gree, Tatsurō Sakaguchi, Yōichi Takahashi                                   |
| Owari no Seraph (終わりのセラフ?)                                                                              | #10, 2012    | In corso          | Takaya Kagami, Yamato Yamamoto, Daisuke Furuya                              |
| Psycho-Pass (監視官 常守朱?, Kanshikan Tsunemori Akane)                                                        | #12, 2012    | #06, 2013         | Hikaru Miyoshi, Akira Amano, Gen Urobuchi                                   |
| Yae no Sakura (八重の桜?)                                                                                      | #01, 2013    | #12, 2013         | Mutsumi Yamamoto, Yōhei Takemura                                            |
| Ikusaba Animation (戦場アニメーション -IKUSABA ANIMATION-?)                                                    | #02, 2013    | #01, 2014         | Takahiro Nakada                                                             |
| γ -Gamma- (γ -ガンマ-?)                                                                                        | #04, 2013    | #11, 2014         | Jun Ogino                                                                   |
| La spada e la mente (てとくち?, Te to kuchi)                                                                   | #06, 2013    | #01, 2015         | Tomohito Ohsaki, Mizuki Kawashita                                           |
| Fantasma (ファンタズマ?)                                                                                       | #08, 2013    | #04, 2014         | Yūji Kaku                                                                   |
| Taishō Roman Oni-san Yameteee!! (大正浪漫 鬼さんやめてえぇっ!!?)                                               | #09, 2013    | #08, 2014         | Hidekazu Himaruya                                                           |
| Shin'ai Naru Koroshiya-sama (親愛なる殺し屋様?)                                                                | #11, 2013    | #06, 2015         | Petenshi                                                                    |
| Sousei no onmyoji (双星の陰陽師?)                                                                              | #12, 2013    | In corso          | Yoshiaki Sukeno                                                             |
| Second Brain (セカンドブレイン?)                                                                               | #01, 2014    | #07, 2014         | Akira Takahashi                                                             |
| Gakumon! ~Ookami Shoujo wa Kujikenai~ (がくモン!～オオカミ少女はくじけない～?)                                 | #05, 2014    | Robinson Haruhara |                                                                             |
| Ii yo ne! Yonezawa-sensei (いいよね!米澤先生?)                                                                 | #05, 2014    | #06, 2017         | Jigoku no Misawa                                                            |
| μ&i (μ&i みゅうあんどあい?)                                                                                    | #06, 2014    | #04, 2016         | Ryouma Kitada                                                               |
| Nightmare Funk (ナイトメア・ファンク?)                                                                         | #08, 2014    | #11, 2015         | Youhei Takamura                                                             |
| 7th Garden (セブンスガーデン?)                                                                                 | #09, 2014    | #04, 2017         | Mitsu Izumi                                                                 |
| Hotel Helheim (ホテル・ヘルヘイム?)                                                                            | #11, 2014    | #09, 2015         | Osamu Nishi                                                                 |
| Hannah-sensei Shigoto wo Shitekudasai! (ハンナ先生仕事をしてください!?)                                        | #01, 2015    | #05, 2015         | Tetsuya Hayashi                                                             |
| Chihaya-san wa sono Mama de Ii (チ早さんはそのままでいい?)                                                     | #01, 2015    | In corso          | Kuzushiro                                                                   |
| Masuda Kōsuke Gekijō Gag Manga Biyori GB (増田こうすけ劇場 ギャグマンガ日和GB?)                                | #01, 2015    | in corso          | Kōsuke Masuda                                                               |
| Serapuchi! 〜Owari no Seraph 4-koma-hen〜 (せらぷち!～終わりのセラフ４コマ編～?)                               | #05, 2015    | #01, 2016         | Takaya Kagami, Yamato Yamamoto, Daisuke Furuya, Ren Aokita                  |
| Salaryman Exorcist Okumura Yukio no Aishuu (サラリーマン祓魔師 奥村雪男の哀愁?)                                | #05, 2015    | In corso          | Kazue Katō, Minoru Sasaki                                                   |
| Wonder rabbit girl (ワンダーラビットガール?)                                                                   | #06, 2015    | #07,2017          | Yui Hirose                                                                  |
| Taishō wotome otogibanashi (大正処女御伽話?)                                                                   | #08, 2015    | #10, 2017         | Sana Kirioka                                                                |
| Happy Mili (ハッピィミリィ?)                                                                                   | #09, 2015    | #08, 2017         | Mitsuru Kido                                                                |
| Ōmori satisfaction (大森サティスファクション?)                                                                 | #09, 2015    | #08, 2017         | Kousei Shimizu                                                              |
| Yamia baki kurau miko (ヤミアバキクラウミコ?)                                                                  | #11, 2015    | #08, 2016         | Yui Jōyama                                                                  |
| Platinum End (プラチナエンド?)                                                                                 | #12, 2015    | In corso          | Tsugumi Ōba, Takeshi Obata                                                  |
| Contrast 88 (コントラスト88?)                                                                                  | #01, 2016    | #12, 2016         | Chū Kawasaki                                                                |
| Shōnen Shōjo (症年症女?)                                                                                       | #02, 2016    | #05, 2017         | Isin Nisio, Akira Akatsuki                                                  |
| Densetsu no Yūsha no Konkatsu (伝説の勇者の婚活?)                                                              | #06, 2016    | #08, 2017         | Takatoshi Nakamura                                                          |
| Qualidea Code (クオリディア・コード?)                                                                          | #09, 2016    | #12, 2016         | Sō Sagara, Kōshi Tachibana, Wataru Watari, Risō Maeda                       |
| Yūkoku no Moriarty (憂国のモリアーティ?)                                                                       | #09, 2016    | in corso          | Ryōsuke Takeuchi, Hikaru Miyoshi                                            |
| Kemono jihen (怪物事変?)                                                                                       | #01, 2017    | in corso          | Shō Aimoto                                                                  |
| Black Torch (ブラックトーチ?)                                                                                  | #02, 2017    | in corso          | Tsuyoshi Takaki                                                             |
| Mr. Clice (ミスタークリス?)                                                                                    | #03, 2017    | in corso          | Osamu Akimoto                                                               |
| Dokyū Hentai H×Eros (ド級編隊エグゼロス?)                                                                      | #06, 2017    | in corso          | Ryōma Kitada                                                                |
| Futaribocchi Sensō (ふたりぼっち戦争?)                                                                         | #07, 2017    | in corso          | Erubo Hijihara                                                              |
| Katsugeki Tōken Ranbu (活撃 刀剣乱舞?)                                                                         | #07, 2017    | #01, 2018         | DMM Games, Nitroplus, Honami Tsuda                                          |
| Yūgai Shitei Dōkyūsei (有害指定同級生?)                                                                        | #08, 2017    | in corso          | Kuroha                                                                      |
| Sentaku no Toki (選択のトキ?)                                                                                  | #09, 2017    | in corso          | Kiri Gunchi                                                                 |
| Rurōni Kenshin -Meiji Kenkaku Roman-tan Hokkaido-yen- (るろうに剣心 -明治剣客浪漫譚・北海道編-?)               | #10, 2017    | in corso          | Nobuhiro Watsuki, Kaoru Kurosaki                                            |
| Märchen Mädchen (メルヘン・メドヘン?)                                                                          | #11, 2017    | in corso          | Tomohiro Matsu, StoryWorks, Kantoku, Takatoshi Nakamura, Kiyotsugu Yamagata |
| Majo no Kaiga-shū (魔女の怪画集?)                                                                              | #12, 2017    | in corso          | Hachi                                                                       |
| Demon Tune (デーモンチューン?)                                                                                 | #02, 2018    | in corso          | Yūki Kodama                                                                 |